# Tim Horner (Musiker)
Timothy Lewis „Tim“ Horner (* 24. Juli 1956 in Roanoke) ist ein amerikanischer Jazzmusiker (Schlagzeug, Komposition).

## Leben und Wirken
Timothy „Tim“ Horner stammt aus einer Musikerfamilie; sein Vater war Schlagzeuger und leitete einen Kirchenchor, sein Bruder ist Jazzpianist in Boston. Mit zehn Jahren lernte zunächst Schlagzeug, später auch Violine und Viola, die er auch im lokalen Sinfonieorchester spielte.  Von 1974 bis 1979 studierte er am Berklee College of Music bei Dean Anderson, Keith Copeland und Miroslav Vitouš, unterbrochen von einem Jahr, das er als Mitglied im Tommy Dorsey Orchestra verbrachte. 1980 zog er nach New York City, wo er seither lebt. Er begleitete zunächst Helen Merrill, später Carol Sloane und Carla White. Daneben arbeitete er mit Jun Miyake, Lynn Seaton und Hendrik Meurkens. Mit seinem Quintett, zu dem der Vibraphonist Joe Locke und der Bassisten Ed Howard gehörte, gewann er 1985 die erste Hennessey Jazz Search.
Mit Scott Kreitzer, Ted Nash, Tony Scherr und Will Boulware bildete er die Band Manhattan Winds, die 1993/94 im Bereich des Smooth Jazz mehrere Alben veröffentlichte. Weiterhin arbeitete er mit Maria Schneider, Joe Locke, Jon Gordon und dem Jim Cifelli New York Nonet. Zeitweise war er Teil des Herbie Nichols Project vom Jazz Composers Collective, das sich mit dem Werk von Herbie Nichols beschäftigte (Dr. Cyclops’ Dream 1999). Weiterhin trat er mit Warne Marsh, Hank Jones, Ernestine Anderson, George Mraz, Clifford Jordan, Pepper Adams, Richie Cole, Frank Kimbrough, Ben Allison und Wynton Marsalis auf.
2010 gründete Horner ein gemeinsames Quartett mit Mark Sherman (Good Rhythm / Good Vibes). Mit seinem eigenen Quartett veröffentlichte er mehrere Alben mit eigenen Kompositionen. Er ist auch auf Alben von Vic Juris, Roseanna Vitro, John Hart und Simone Kopmajer zu hören.
Weiterhin unterrichtet Horner Ensemblebildung und Jazz-Schlagzeug an der New Jersey City University.

## Diskographische Hinweise
- The Places We Feel Free (Miles High 2011)
- The Head of the Circle (Origin 2013)

## Lexikalische Einträge
- Leonard Feather, Ira Gitler: The Biographical Encyclopedia of Jazz. Oxford University Press, New York 1999, ISBN 0-19-532000-X.